# Friedhelm Marx
Friedhelm Marx (* 17. September 1963 in Greven) ist ein deutscher Literaturwissenschaftler. Zu seinen Forschungsschwerpunkten gehören das Werk Thomas Manns, die Literatur der Moderne und die deutschsprachige Gegenwartsliteratur.

## Leben und Wirken
Marx studierte 1984–1986 in Tübingen, bis 1987 in Charlottesville und ab 1987 in Bonn Germanistik und Katholische Theologie. 1990 schloss er seine Hochschulstudien in Bonn mit dem Ersten Staatsexamen in beiden Fächern ab. Bis 1994 war Marx an der Bergischen Universität Wuppertal als Wissenschaftlicher Mitarbeiter im Fachbereich Sprach- und Literaturwissenschaften tätig und promovierte an der Rheinischen Friedrich-Wilhelms-Universität Bonn über Wielands und Goethes Romane (Erlesene Helden. Don Sylvio, Werther, Wilhelm Meister und die Literatur) zum Dr. phil.
Seine Assistenzzeit von 1994 bis 2000 unter Jürgen Carl Jacobs in Wuppertal schloss Marx mit der Habilitationsschrift „Ich aber sage Ihnen …“. Christusfigurationen im Werk Thomas Manns ab. Eine Gastprofessur führte Marx im Jahr 2000 an die University of Notre Dame nach South Bend.
Nach drei Jahren als Oberassistent an der Universität Wuppertal wurde Marx 2004 an die Otto-Friedrich-Universität Bamberg berufen, wo er seither den Lehrstuhl für Neuere deutsche Literaturwissenschaft im Institut für Germanistik innehat. Er ist Mitglied zahlreicher Literaturjurys und forscht zu den Schwerpunkten: Thomas Mann, Weimarer Republik, Europa-Diskurse und Gegenwartsliteratur. 2025 ist er Mitglied der Jury für den Deutschen Buchpreis 2025.

## Werk (Auswahl)
- Thomas Mann und Nietzsche. Eine Auseinandersetzung in ‘Königliche Hoheit’. In: Deutsche Vierteljahrsschrift für Literaturwissenschaft und Geistesgeschichte (anno 1988, Bd. 62, S. 326–341)
- Erlesene Helden. Don Sylvio, Werther, Wilhelm Meister und die Literatur. Universitätsverlag Carl Winter, Heidelberg 1995 ISBN 3-8253-0285-7 (Diss. anno 1994 zum Dr. phil.)[2]
- Schiller ganz anders. Gerhart Hauptmanns Spiel mit der Weimarer Klassik in der Tragikomödie ‚Die Ratten‘. In: Zeitschrift für deutsche Philologie 115, 1996, S. 122–136
- Gerhart Hauptmann. Reclam, Stuttgart 1998 (RUB 17608, Reihe Literaturstudium), ISBN 3-15-017608-5[3]
- „Ich aber sage Ihnen …“ Christusfigurationen im Werk Thomas Manns. Verlag Vittorio Klostermann, Frankfurt am Main 2002, ISBN 3-465-03172-5 (Habilitationsschrift in Thomas-Mann-Studien, Bd. 25)[4]
- „Die Vermessung der Welt“ als historischer Roman S. 169–185 in: Gunther Nickel (Hrsg.): Daniel Kehlmanns „Die Vermessung der Welt“. Materialien, Dokumente, Interpretationen. Rowohlt Verlag, Reinbek bei Hamburg 2008, ISBN 978-3-499-24725-5[5]
- Kino im Roman der Weimarer Republik. Über Thomas Manns ‚Zauberberg‘ und Alfred Döblins ‚Berlin Alexanderplatz‘. S. 139–152 in: Wolf Gerhard Schmidt, Thorsten Valk (Hrsg.): Literatur intermedial. Paradigmenbildung zwischen 1918 und 1968. de Gruyter, Berlin 2009, ISBN 978-3-11-020801-6[6]
- Familienkatastrophen. Über die Erzählfigur des Familienfestes in der Gegenwartsliteratur. S. 131–141 in: Simone Costagli, Matteo Galli (Hrsg.): Deutsche Familienromane. Literarische Genealogien und internationaler Kontext. Fink Verlag, München 2010, ISBN 978-3-7705-5002-9
- Technik und Technikkritik in Thomas Manns Der Zauberberg. In: Thomas Mann lesen! Hrsg. von Julia Schöll, Franziska Solana Higuera und Christian Wiebe. Würzburg: Königshausen & Neumann 2024, S. 27–42.
- „Ich kenne keine Zonen“. Thomas Mann und die Bundesrepublik in den Jahren 1949–1955. In: Weltpolitik/Weltfrieden. Thomas Mann zur Zeit des Kalten Krieges. Hrsg. von Jutta Linder. Frankfurt am Main: Vittorio Klostermann 2024 [= Thomas-Mann-Studien, Bd. 59], S. 51–64.
- Nachwort. In: Peter Stamm. Agnes. Ditzingen: Reclam 2024, S. 133–143.
- „vom fenster aus steht alles offen“. Jan Wagners kalifornische Texte. In: Writing in Residence. Globale Literaturproduktionen in deutschen Residenzprogrammen. Hrsg. von Stefan Keppler-Tasaki, Alexandra Ksenofontova und Jutta Müller-Tamm. Berlin/Boston: De Gruyter 2024, S. 147–156.
- Nachwort. In: Jenny Erpenbeck. Heimsuchung. Ditzingen: Reclam 2024, S. 189–203.
- Thomas Manns Europakonzepte im amerikanischen Exil. In: Liberalismus (be- )denken. Europa-Ideen in Wissenschaft, Literatur und Kulturkritik (1900–1950). Hrsg. von Olivier Agard, Barbara Beßlich und Cristina Fossaluzza. Wien: Böhlau 2023, S. 387–399.

### Herausgeber
- Wege ins Eis. Nord- und Südpolfahrten. Literarische Entdeckungen. Insel Verlag, Leipzig 1995, ISBN 978-3-458-33383-8
- Erinnern, Vergessen, Erzählen. Beiträge zum Werk Uwe Timms. Wallstein Verlag, Göttingen 2007, ISBN 978-3-8353-0117-7[7]
- Inseln des Eigensinns. Beiträge zum Werk Annette Pehnts. Wallstein Verlag, Göttingen 2013, ISBN 978-3-8353-1202-9[8]

- zusammen mit
  - Lothar Bluhm, Andreas Meier: Interferenzen. Studien zum Verhältnis von Literatur und Geschichte. Verlag Winter, Heidelberg 1992, ISBN 3-533-04566-8[9]
  - Wolfgang Bergem, Lothar Bluhm: Metapher und Modell. Ein Wuppertaler Kolloquium zu literarischen und wissenschaftlichen Formen der Wirklichkeitskonstruktion, Wissenschaftlicher Verlag Trier 1996, ISBN 3-88476-192-7
  - Andreas Meier: Der europäische Roman zwischen Aufklärung und Postmoderne. Festschrift zum 65. Geburtstag von Jürgen C. Jacobs. VDG, Weimar 2001, ISBN 978-3-89739-204-5[10]
  - Werner Frizen: Thomas Mann, Katia Mann – Anna Jacobson. Ein Briefwechsel. Klostermann, Frankfurt am Main 2005 (Thomas-Mann-Studien. Bd. 34), ISBN 978-3-465-03408-7[11]
  - Stephanie Catani: Familien, Geschlechter, Macht. Beziehungen im Werk Ulrike Draesners. Wallstein Verlag, Göttingen 2008, ISBN 978-3-8353-0342-3[12]
  - Stephanie Catani, Julia Schöll: Kunst der Erinnerung, Poetik der Liebe. Das erzählerische Werk Hanns-Josef Ortheils. Wallstein Verlag, Göttingen 2009, ISBN 978-3-8353-0466-6.
  - Stephanie Catani: Familien erzählen. Das literarische Werk John von Düffels. Wallstein, Göttingen 2010, ISBN 978-3-8353-0611-0[13]
  - Andrea Bartl: Verstehensanfänge. Das literarische Werk Wilhelm Genazinos. Wallstein, Göttingen 2011, ISBN 978-3-8353-0845-9[14]
  - Heinrich Detering, Thomas Sprecher: Thomas Manns Doktor Faustus – neue Ansichten, neue Einsichten. Klostermann, Frankfurt am Main 2013, ISBN 978-3-465-03813-9[15]
  - Julia Schöll: Wahrheit und Täuschung. Beiträge zum Werk Jenny Erpenbecks. Wallstein, Göttingen 2014, ISBN 3-8353-1562-5[16]
  - Andreas Blödorn: Thomas Mann Handbuch. Leben – Werk – Wirkung. Verlag J. B. Metzler, Stuttgart 2015, ISBN 3-476-02456-3[17] (2., erweiterte Auflage 2025).
  - Stephanie Catani: Über Grenzen. Texte und Lektüren der deutschsprachigen Gegenwartsliteratur. Wallstein, Göttingen 2015, ISBN 978-3-8353-1723-9[18]
  - Marie Gunreben: Handlungsmuster der Gegenwart. Beiträge zum Werk von Lukas Bärfuss. Königshausen & Neumann, Würzburg 2017 (Literatur & Gegenwart 1). ISBN 978-3-8260-6209-4
  - Julia Schöll: Literatur im Ausnahmezustand. Beiträge zum Werk Kathrin Rögglas. Königshausen & Neumann, Würzburg 2019 (Literatur & Gegenwart 2). ISBN 978-3-8260-6673-3.
  - Simone Ketterl, Jonas Meurer: Mythos – Geschichte – Gegenwart. Beiträge zum Werk Michael Köhlmeiers. Königshausen & Neumann, Würzburg 2021 (Literatur & Gegenwart 5). ISBN 978-3-8260-7453-0.
  - Christoph Jürgensen, Holger Pils: Natur – Form – Autorschaft. Das literarische Werk Jan Wagners. Königshausen & Neumann, Würzburg 2022 (Literatur & Gegenwart 6). ISBN 978-3-8260-7708-1.
  - Jan Bürger: Wilhelm Genazino. Der Traum des Beobachters. Aufzeichnungen 1972–2018. Carl Hanser, 2023. ISBN 978-3-446-27620-8.

## Ämter und Mitgliedschaften
- an der Universität Bamberg
  - 2006–2007 Prodekan der Fakultät Sprach- und Literaturwissenschaften
  - 2007–2009 Dekan der Fakultät Geistes- und Kulturwissenschaften
  - 2009–2011 Mitglied des Senats und des Universitätsrates
  - 2011–2013 Vorsitzender des Senats und stellvertretender Vorsitzender des Universitätsrates
  - seit 2004 Koordinator der Poetik-Professur
- seit 2006 Vizepräsident der Deutschen Thomas Mann-Gesellschaft
- seit 2014 Mitglied der Jury zur Vergabe des E.-T.-A.-Hoffmann-Preises und des Kulturförderpreises der Stadt Bamberg
- seit 2012 Mitglied im Internationalen Beirat des Jahrbuchs Gegenwartsliteratur
- 2012–2016 Mitglied der Jury zur Vergabe von Literaturstipendien des Freistaats Bayern für Schriftstellerinnen und Schriftsteller; seit 2016 Mitglied der Jury zur Vergabe des Kunstförderpreises (Literatur) des Freistaats Bayern
- seit 2015 Vorsitzender der Jury zur Vergabe des Thomas Mann Preises der Hansestadt Lübeck und der Bayerischen Akademie der Künste
- seit 2024 Vorsitzender der Jury zur Vergabe des Literaturpreises der Konrad-Adenauer-Stiftung[19]
- 2025 Mitglied der Jury zur Vergabe des Deutschen Buchpreises 2025

## Auszeichnungen
- 2020/2021: Fellowship im Thomas Mann House, Los Angeles

## Inhaltsverzeichnisse
1. ↑  zur Person - Lehrstuhl für Neuere deutsche Literaturwissenschaft. Abgerufen am 13. Februar 2020.
2. ↑  Dissertation
3. ↑  Gerhart Hauptmann
4. ↑  Habilitationsschrift
5. ↑  Daniel Kehlmanns „Die Vermessung der Welt“
6. ↑  Kino im Roman der Weimarer Republik
7. ↑  Erinnern, Vergessen, Erzählen
8. ↑  Inseln des Eigensinns
9. ↑  Interferenzen
10. ↑  Der europäische Roman zwischen Aufklärung und Postmoderne
11. ↑  Thomas Mann, Katia Mann – Anna Jacobson
12. ↑  Familien, Geschlechter, Macht
13. ↑  Familien erzählen
14. ↑  Verstehensanfänge
15. ↑  Thomas Manns Doktor Faustus
16. ↑  Wahrheit und Täuschung
17. ↑  Thomas Mann Handbuch
18. ↑  Über Grenzen
19. ↑  Literaturpreis - Konrad-Adenauer-Stiftung. Abgerufen am 4. Dezember 2024.

| Personendaten    | Personendaten                      |
| ---------------- | ---------------------------------- |
| NAME             | Marx, Friedhelm                    |
| KURZBESCHREIBUNG | deutscher Literaturwissenschaftler |
| GEBURTSDATUM     | 17. September 1963                 |
| GEBURTSORT       | Greven                             |